# Bellefond (Gironda)
Bellefond è un comune francese di 233 abitanti situato nel dipartimento della Gironda nella regione della Nuova Aquitania.

## Società

### Evoluzione demografica
Abitanti censiti